# 신문선
신문선(辛文善, 1958년 3월 11일 ~ )은 대한민국의 축구인이다. 명지대학교 기록정보과학전문대학원 교수이며, 축구 해설가로도 활동하고 있다. 성남 FC의 초대 대표 이사에 취임하였으나 1년 만에 사임하였다. 종교는 천주교, 세례명은 요한 보스코이다.

## 선수 경력
신문선은 연세대학교를 졸업하고 1981년 실업팀이었던 대우에 입단했으나 같은 해 후반기 충의에  입대했다. 
1983년 신문선은 유공 코끼리에 입단했다. 1983년 5월 15일 국민은행 까치와의 경기에서 K리그 데뷔골을 기록했다.

## 기타
야구 선수 최동원과 연세대 동기 동창이고 이로 인해 본인(신문선)이 최동원과 직접 인터뷰를 했다. 최동원은 본인(신문선)이 게스트(2011년 5월 4일 5회)로 나온 OBS 《나는 전설이다》첫 회에 박철순과 게스트로 출연할 계획이었지만 건강 문제 때문에 무산됐고 대장암으로 투병해 왔다가 2011년 9월 14일 타계했다.

## 약력
- 1983년 유공 코끼리에 입단, 프로 축구 선수로 데뷔하였다.
- 대한민국 국가대표로도 활약하였다.
- 1990년 ~ 2001년: MBC 축구 해설위원
- 2001년: 경인방송 축구 해설위원
- 2001년 ~ 2006년: SBS 축구 해설위원
- 2006년 6월 23일: 독일 월드컵 대한민국-스위스 전에서 오프사이드 관련 발언에 대한 대한민국 대중의 반발로 해설 잠정 중단
- 2011년 1월 18일: 프리랜서 해설가로 방송 복귀, MBC 스포츠+ 해설위원 (2011년 AFC 아시안컵 인도전)
- 2012년 6월: JTBC 해설위원 (2014년 FIFA 월드컵 최종예선 대한민국-카타르, 대한민국-레바논)
- 2013년 12월 26일: 성남 FC 초대 대표이사 선출[7]
- 2026년 1월 1일 ~ : 프리랜서 해설가로 다시 방송 복귀, KBS N 스포츠 축구 해설위원

## 학력
- 서울청파국민학교(졸업)
- 서울체육중학교(졸업)
- 서울체육고등학교(졸업)
- 연세대학교 체육학과 학사(졸업)
- 연세대학교 교육대학원 체육교육학과 교육학 석사(졸업)
- 세종대학교 대학원 스포츠경영학과 체육학 박사(졸업)

## CF
- 1998년 한독약품 로푸록스
- 1999년 농심 안성탕면

- 1999년 ~ 2000년 iTV, MBC 국민연금관리공단 캠페인

## 같이 보기
- 송재익